# Kassina fusca
Kassina fusca är en groddjursart som beskrevs av Schiøtz 1967. Kassina fusca ingår i släktet Kassina och familjen gräsgrodor. IUCN kategoriserar arten globalt som livskraftig. Inga underarter finns listade i Catalogue of Life.